# In statu nascendi (chemia)
In statu nascendi (łac. w trakcie tworzenia, w chwili powstania) – termin odnoszący się do produktów przejściowych reakcji chemicznych, których nie można wyodrębnić ze środowiska tej reakcji. Istnieją one zatem tylko w „trakcie tworzenia”, po czym zanikają na skutek reakcji następczych. Mimo to w określonych warunkach można uzyskać ich stosunkowo wysokie stężenie w stanie równowagi chemicznej lub na skutek stałego dostarczania do układu substratów w tempie zbliżonym do szybkości reakcji następczych z udziałem produktu pośredniego.
Terminu tego, w odróżnieniu od analogicznego in situ, używa się w stosunku do produktów, które są użyteczne same w sobie, a nie do produktów pośrednich, które generuje się w środowisku reakcji tylko po to, aby otrzymać z nich pożądane, trwałe produkty końcowe. Wiele związków chemicznych występujących w organizmach żywych (in vivo) istnieje tylko in statu nascendi i nie można ich wyodrębnić w formie czystej.